# Maria-Cristina Pitassi
Maria-Cristina Pitassi (née le 24 mai 1954 à Rimini) est une historienne et philosophe italienne d'expression française, spécialiste de l'histoire de la philosophie et de l'histoire de la pensée théologique et philosophique protestante. 

## Biographie
Maria-Cristina Pitassi obtient une licence de philosophie à l'université de Bologne et un diplôme d'histoire de la philosophie à l'université de Parme. Elle obtient son doctorat en lettres à l'université de Genève puis un diplôme de théologie protestante. 
Elle est professeur ordinaire à l'Institut d'histoire de la Réformation de l'université de Genève, dont elle est directrice de 2002 à 2006 puis à nouveau depuis 2009.
Suivant la ligne ouverte par Élisabeth Labrousse dans le domaine de l'histoire de la pensée théologique et philosophique protestante, elle a consacré des travaux à Jean Le Clerc, John Locke et Jean-Alphonse Turretin et travaille actuellement[Quand ?] à une monographie sur Pierre Bayle et la Bible ainsi qu'à un livre sur l'émergence du libre examen dans la tradition protestante.

## Publications
- Entre croire et savoir. Le problème de la méthode critique chez Jean Le Clerc, Leyde, 1987.
- Le philosophe et l'Écriture. John Locke exégète de Saint Paul, Lausanne, 1990.
- De l'orthodoxie aux Lumières. Genève 1670-1737, Genève, 1992.
- Inventaire critique de la correspondance de Jean-Alphonse Turrettini, en collaboration avec Laurence Vial-Bergon, Pierre-Olivier Léchot et Eric-Olivier Lochard, Paris, 2009, six volumes.
- « Être femme et théologienne au XVIIIe siècle. Le cas de Marie Huber », in De l’Humanisme aux Lumières, Bayle et le protestantisme, Paris/Oxford, Universitas/Voltaire Foundation, 1996, p. 395–409